# Kristina Remškar
Kristina Remškar, slovenska televizijska napovedovalka in voditeljica, 23. november 1938, † 9. januar 2019.
Kot televizijska napovedovalka na RTV Ljubljana je začela delati leta 1959 in to delo opravljala 28 let, kasneje je prevzela tudi delo načrtovanja televizijskih snemanj. Nastopila je še v nekaj filmih in igrala v Šentjakobskem gledališču, kjer se vključila v gledališki sezoni 1955/1956 in odigrala osem vlog v štiriindevetdesetih ponovitvah. Izkušnje, ki jih je pridobila na gledališkem odru Šentjakobskega gledališča so bile koristne za nadaljevanje njene kariere na RTV Slovenija.
Leta 1977 je postala mama hčerki Sabini.